# Empennage en V

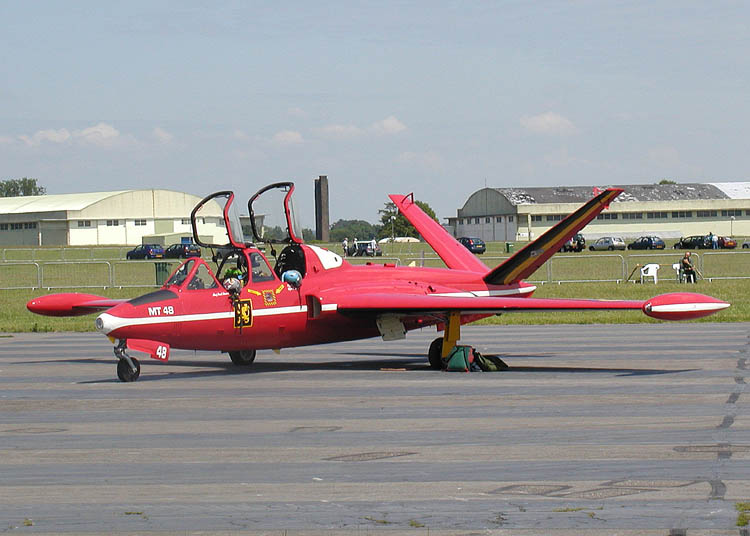
Fouga Magister (1952).

L'empennage en V ou empennage papillon d'un avion est un empennage où la gouverne de profondeur et la dérive de direction sont remplacées par deux surfaces en forme de V quand on regarde l'appareil depuis l'avant ou l'arrière.
Cette configuration a été inventée par l'ingénieur polonais Jerzy Rudlicki en 1930, et testée pour la première fois en 1931 sur un avion d'entraînement modifié Hanriot H-28.

## Caractéristique

### Avantages
- La configuration présente deux plans (en V) contre trois sur un empennage classique (la dérive de direction et les deux gouvernes de profondeur). Elle est donc plus légère et présente moins de traînée aérodynamique.
- Sur certains monoréacteurs modernes, le réacteur est situé au-dessus du fuselage pour protéger les passagers et faciliter les certifications. Dans ce cas, l'empennage en V évite que la queue de l'appareil ne se situe dans le flux d'éjection du réacteur. C'est par exemple le cas du  Cirrus Vision SF50, de l'Eclipse 400 et du drone de surveillance géant Global Hawk.

### Inconvénients
- Contrôler la profondeur et la direction avec deux plans situés en V nécessite un système de contrôle plus complexe[1].
- L'effort mécanique exercé sur la queue de l'appareil est plus important qu'avec un empennage classique. La structure du Beechcraft Bonanza a dû être renforcée à la suite d'accidents.
- Il existe un léger roulis "inverse" quand on agit sur l'axe de lacet (palonniers). Ce roulis est dû au moment résultant de la portance sur chaque surface commandée, qui entraîne l'aéronef dans un mouvement de roulis opposé à celui du lacet.(cf Aéro 1 - 2010-2012 Morlaix)[réf. incomplète]

## Utilisation
Le concept a été peu utilisé par les constructeurs. On le trouve par exemple sur les avions suivants :
- Beechcraft Bonanza Model 35, un avion de tourisme de grande diffusion ;
- l'avion d'entrainement français Fouga Magister ;
- l'avion Robin ATL ;
- l'avion de chasse iranien HESA Saeqeh ;
- le premier chasseur US véritablement furtif F-117 Nighthawk ;
- des drones de combat tels que le RQ-1 Predator ou le Bayraktar TB-2 comportent un empennage en V inversé ;
- le planeur Siren C.30 Edelweiss ;
- l'ULM SAE Risen ;
- l'avion ultraléger Ultraflight Lazair, avec un empennage en V inversé et dont plus de 2 000 exemplaires ont été produits[2] ;
- l'avion expérimental Lockheed XFV avec un empennage en X qui était plutôt un empennage en V se prolongeant en X en dessous du fuselage ;
- la navette autonome Boeing-X-37 ;
- le Cirrus Vision Jet.